# Tempestade subtropical Deni
A tempestade subtropical Deni, nomeada pela Marinha do Brasil, foi o primeiro sistema de natureza não extratropical, a evoluir para tempestade subtropical da Temporada de Ciclones do Atlântico Sul de 2016. Desenvolveu-se de uma área de baixa pressão que cruzou o Centro-Oeste e Sudeste do país, evoluindo para depressão subtropical na costa do Rio de Janeiro e pouco depois para tempestade subtropical, causando ressaca, danos fracos na maioria das regiões afetadas e pontualmente fortes em Petrópolis, onde deixou duas casualidades em decorrência da chuva forte.